# Medios hermanos
Medios hermanos es una película de comedia estadounidense de 2020, dirigida por Luke Greenfield y con un guion de Eduardo Cisneros y Jason Shuman. Está protagonizada por Luis Gerardo Méndez, Connor Del Rio, José Zúñiga, Vincent Spano, Pia Watson and Juan Pablo Espinosa.
La película se estrenó el 4 de diciembre de 2020, por Focus Features.

## Argumento
En México en 1994, el padre de Renato Murguía, Flavio, tiene que emigrar a los EE. UU. en busca de oportunidades económicas mientras su país atraviesa una crisis económica. Aunque Flavio promete regresar pronto, no lo hace. 25 años después, Renato es un exitoso ejecutivo de una compañía de aviación con sede en San Miguel; está comprometido con Pamela, quien ya tiene un hijo llamado Emilio, y planea casarse. Renato es contactado por una mujer llamada Katherine, quien le dice que es la segunda esposa de su padre y le revela que Flavio está muy enfermo y desea que Renato lo vea en Chicago. Renato, resentido, vuela a Chicago a regañadientes. 
Al visitar a su padre enfermo en el hospital, descubre que Asher, a quien Renato conoció en una cafetería, resulta ser su hermano, del cual no sabía de su existencia. Flavio pide a los hermanos un favor: buscar a Eloise después de entregar un sobre a un hombre llamado Evaristo. Sin embargo, Renato, aún resentido, se niega y sale del hospital enojado, y su padre muere al día siguiente. Después de asistir al funeral con Asher, finalmente cede.
En el camino, Renato se queda dormido y se despierta en una granja de cabras, encontrando a Asher corriendo hacia el coche con una cabrita a la que llama Renatito, mientras unos hombres armados con rifles los persiguen. Logran escapar, pero Renato reprende a Asher por desviarse a una granja de cabras, alejándose de su destino. Tras el largo desvío, llegan a una antigua fábrica en St. Louis, donde producen aviones controlados por radio que Renato y Flavio solían jugar. Dirigidos por uno de los empleados de la fábrica, conocen a Evaristo, un amigo de Flavio en un bar mexicano al otro lado de la calle, que también emigró a los Estados Unidos.
Proporcionándoles una llave, Evaristo explica a Renato cómo Flavio hizo todo lo posible para ganar suficiente dinero y regresar a casa. Trabajó en la fábrica hasta que se le ocurrió la idea de hacer aviones de juguete, revitalizando la empresa con la ayuda de Katherine. Tenían una buena relación profesional que se convirtió en una aventura de una noche, lo que llevó a Flavio a sentirse culpable por traicionar a su antigua esposa; se escapó y usó su propio dinero ganado para regresar a México. Evaristo luego entrega a Renato una caja con otro sobre escrito como Sr. B, que contiene un comprobante de reclamo para una casa de empeño. Antes de que puedan aprender algo más, los dos se ven obligados a huir cuando Asher se pelea con los hombres con quienes había hecho una mala apuesta en el billar.
Se detienen en un motel donde logran descifrar la siguiente ubicación del comprobante de reclamo del sobre del Sr. B, y se dirigen a una casa de empeño en Oklahoma City. Llegan a la tienda a la mañana siguiente y conocen al Sr. B, quien les entrega el anillo de bodas de Flavio. El Sr. B explica que Renato fue asaltado mientras se dirigía a la frontera. Sin dinero, fue a la casa de empeño, donde el Sr. B ofreció comprar el anillo de bodas de Flavio y guardarlo allí hasta que tuviera el dinero para recuperarlo. Después de esto, intentó cruzar la frontera pero fue arrestado por los guardias fronterizos y arrojado a la cárcel, antes de ser dejado en el lado de la carretera tras desarrollar una enfermedad. Antes de contarles algo más, el Sr. B les entrega un sobre para Eloise; contiene una foto del Convento de St. Mary en El Paso, Texas.
Renato, furioso e impaciente, agarra su bolsa e intenta dirigirse al aeropuerto, pero se da vuelta al descubrir que no tiene su pasaporte. Sin embargo, el coche se queda sin gasolina. Mientras buscan ayuda, encuentran una cabaña sin cerrar, llena de alcohol puro, que Renato planea procesar en gasolina para reabastecer el coche de Asher. Cuando Renato descubre que Asher es quien robó el pasaporte, lo encierra en el baño y lo abandona. Sin embargo, Renato es arrestado por un oficial de patrulla fronteriza al decidir regresar y salvar a Asher. Renato es arrojado a un centro de detención con otros inmigrantes indocumentados hasta que Asher lo saca bajo fianza a la mañana siguiente, revelando que la cabaña en la que irrumpieron pertenecía al grupo de paletos que encontraron previamente en una gasolinera y que planean comerse a Renatito. Renato y Asher regresan a la cabaña y llenan el lugar con vapor de etanol para dejar inconscientes a los paletos y salvar a la cabra Renatito.
Al acercarse a la frontera entre Estados Unidos y México, Renato decide ir al Convento de St. Mary en El Paso para la pista final. Los hermanos conocen a una monja que los lleva a un gabinete que requiere un código. Renato y Asher descubren que "Eloise" escrito en el sobre es en realidad una combinación necesaria para desbloquear el gabinete. Encuentran un DVD de Flavio explicándose a sus hijos, revelando que después de ser dejado por muerto por los guardias de la prisión, fue encontrado y cuidado por las monjas del convento cercano antes de poder irse. Sin embargo, Flavio descubre que Katherine había dado a luz a Asher. No queriendo dejar atrás a otro hijo, regresa a Chicago y llama a su antigua esposa para informarle que no iba a volver a casa, y fue entonces cuando Renato dejó de preocuparse por él. Flavio también explica que, aunque amaba a Asher, intentó recapturar demasiado de Renato en él y se distanció cuando vio que Asher era diferente. Explica que amaba a ambos y espera que puedan no solo perdonarlo, sino crecer como hermanos.
Luego, la monja muestra a los hermanos que Eloise realmente es un avión construido por Flavio para pasarlo a sus hijos. Ahora teniendo una forma de regresar a México, Renato invita a Asher y Renatito a la boda, y vuelan juntos sobre el Cañón del Sumidero, como él y su padre una vez soñaron.
Renato y Pamela se casan, y Renato comienza a crear un vínculo con Emilio haciéndolo volar un avión de juguete, que se estrella contra una casa cercana, lo que provoca que todos los testigos del accidente huyan.

## Reparto
- Luis Gerardo Méndez como Renato 
  - Ian Inigo como Renato joven
- Connor Del Rio como Asher
- José Zúñiga como Evaristo
- Vincent Spano como Mr. B
- Pia Watson como Pamela
- Juan Pablo Espinosa como Flavio
- Jwaundace Candece como Doris

## Producción
En mayo de 2019, se anunció que Luis Gerardo Méndez se había unido al reparto de la película, con Luke Greenfield dirigiendo a partir del guion de Eduardo Cisneros y Jason Shuman con Focus Features como productora y distribuidora. En junio de 2019, Connor Del Rio se unió añ reparto. Em agosto de 2019, Pia Watson,  Juan Pablo Espinosa y Vincent Spano se unieron al reparto final.
El rodaje comenzó en Nuevo México en julio de 2019, y duró 31 días.

## Recepción

### Taquilla
La película recaudó $720,000 en 1,369 cines durante su primer fin de semana, ocupando el segundo lugar en la taquilla. Permaneció en segundo lugar en su segundo fin de semana, cayendo un 30% a $490,000. En su tercer fin de semana, ganó $200,000 más.

### Crítica
On review aggregator website , the film holds an approval rating of 36% and an average rating of 5.2/10, based on 45 reviews. The site's critics consensus reads: "Half road trip comedy, half family drama, Half Brothers adds up to a less-than-halfway-entertaining look at immigration through the experiences of two siblings." According to Metacritic, which sampled seven critics and calculated a weighted average score of 30 out of 100, the film received "generally unfavorable reviews". Audiences polled by CinemaScore gave the film an average grade of "B" on an A+ to F scale, while PostTrak reported 77% of audience memb gave the film a positive score, with 47% saying they would definitely recommend it.
En el sitio web agregador de reseñas Rotten Tomatoes, la película tiene una calificación de aprobación del 36% y una calificación promedio de 5.2/10, basada en 45 reseñas. El consenso de los críticos del sitio dice: "Mitad comedia de viaje por carretera, mitad drama familiar, 'Half Brothers' resulta en una mirada menos que entretenida sobre la inmigración a través de las experiencias de dos hermanos".Según Metacritic, que tomó muestras de siete críticos y calculó un puntaje promedio ponderado de 30 sobre 100, la película recibió "reseñas generalmente desfavorables". Las audiencias encuestadas por CinemaScore le dieron a la película una calificación promedio de "B" en una escala de A+ a F, mientras que PostTrak informó que el 77% de los miembros de la audiencia le dieron a la película una puntuación positiva, con el 47% diciendo que definitivamente la recomendarían.